# 条亮五事
条亮五事由西晋人郭冲所作，记载诸葛亮于当时所不为人知的五件异事，旨在称颂和神化诸葛亮。后来史书《三国志》编纂者陈寿认为其史料均不可靠，故弃而不用。后南朝史家裴松之为《三国志》做注解,运用掌握的史料一一驳斥，认为五事均纯属子虚乌有故意捏造。

## 事一 与法正辩法度

### 原文
亮刑法峻急，刻剝百姓，自君子小人咸懷怨嘆，法正諫曰：「昔高祖入關，約法三章，秦民知德，今君假借威力，跨據一州，初有其國，未垂惠撫；且客主之義，宜相降下，原緩刑弛禁，以慰其望。」亮答曰；「君知其一，未知其二。秦以無道，政苛民怨，匹夫大呼，天下土崩，高祖因之，可以弘濟。劉璋暗弱，自焉已來有累世之恩，文法羈縻，互相承奉，德政不舉，威刑不肅。蜀土人士，專權自恣，君臣之道，漸以陵替；寵之以位，位極則賤，順之以恩，恩竭則慢。所以致弊，實由於此。吾今威之以法，法行則知恩，限之以爵，爵加則知榮；榮恩並濟，上下有節。為治之要，於斯而著。」
翻譯
諸葛亮刑法嚴峻，對百姓苛刻，不管君子小人都心懷怨恨，法正勸說：「當初漢高祖劉邦入主關中，約法三章，秦地百姓感恩戴德，現在閣下卻借助國家威力，稱霸一州，剛剛攻克益州，但沒有摁扶百姓；況且以主客之義，益州剛剛投降，原應該緩鬆弛法紀，休養生息，為的是建立百姓對蜀漢政權的威望。」諸葛亮回答說：「您只知其一不知其二。秦政權無道推行苛政，一召匹夫起義秦政權便土崩瓦解，高祖順應天下局勢，於是才可以穩固政權。劉璋昏庸，自劉焉以來已經有幾代，政法鬆弛，文官互相奉承，德政不興，法律威望不在。蜀中人士又專權跋扈，已經喪失君臣之道；國君以高位尊寵臣下，僭越法度，積重難返，實際皆由此而生。現在我樹立法律威嚴，法律施行則會感恩，並以爵位管轄百姓，爵位增加則知道榮耀；榮譽和恩典共同施用，上下就進退有度。這是治理國家之關鍵，於此才重要。」

### 裴松之批駁
難曰：案法正在劉主前死，今稱法正諫，則劉主在也。諸葛職為股肱，事歸元首，劉主之世，亮又未領益州，慶賞刑政，不出於己。尋衝所述亮答，專自有其能，有違人臣自處之宜。以亮謙順之體，殆必不然。又云亮刑法峻急，刻剝百姓，未聞善政以刻剝為稱。
翻譯
問：根據記載法正在劉備之前死，現在說法正進諫，則劉備肯定還在。諸葛亮只是重臣，政事決定權當在元首，劉備在世之時，諸葛亮未領益州牧，典慶賞賜刑罰政事根本不會由諸葛亮一人決定。如郭衝所敘述的諸葛亮之回答，大臣之間本各有職能所在，有違人臣相處之道理。以諸葛亮謙虛體順之風度，料想肯定不會做出如此回應。又提及諸葛亮的刑法峻急，刻剝百姓，我從來都沒有聽過善政會以刻剝稱著。

### 注
袁宏《後漢紀》接納此事蹟。

## 事二 觀色而見刺客

### 原文
曹公遣刺客見劉備，方得交接，開論伐魏形勢，甚合備計。稍欲親近，刺者尚未得便會，既而亮入，魏客神色失措。亮因而察之，亦知非常人。須臾，客如廁，備謂亮曰：「向得奇士，足以助君補益。」亮問所在，備曰：「起者其人也。」亮徐嘆曰：「觀客色動而神懼，視低而忤數，奸形外漏，邪心內藏，必曹氏刺客也。」追之，已越牆而走。
翻譯
曹操派遣刺客來見劉備，刺客剛剛得以覲見，開始討論討伐魏之形勢，非常得劉備中意。刺客剛剛想要接近劉備，請求尚未通過，既而諸葛亮進入，魏國刺客神色失措。於是諸葛亮有所覺察，亦知道此非一般人。過了一會，刺客上廁所時，劉備對諸葛亮說：「假如能得到此奇人，可以讓其輔佐你左右。」諸葛亮問此人在何處，劉備回答說：「就是剛才起來的那位。」諸葛亮慢慢嘆了一口氣說：「我觀察那個人的臉色不對勁而且神色有恐懼之意，視線走低而四處游走，奸形畢露，內藏不軌之心，肯定是曹操派來之刺客。」於是派人追捕，發現刺客已經翻牆跑掉。

### 裴松之辯駁
難曰：凡為刺客，皆暴虎馮河，死而無悔者也。劉主有知人之鑒，而惑於此客，則此客必一時之奇士也。又語諸葛云「足以助君補益」，則亦諸葛之流亞也。凡如諸葛之儔，鮮有為人作刺客者矣，時主亦當惜其器用，必不投之死地也。且此人不死，要應顯達為魏，竟是誰乎？何其寂蔑而無聞！
翻譯
問：但凡是刺客，都是暴虎馮河之粗人，雖死無悔。劉備善於知人，而被此刺客所蒙騙，則此刺客定必是當時之奇士。劉備又對諸葛亮說到「足以助君補益」，說明才能稍遜與諸葛亮。但凡有如諸葛亮之智謀和能力，鮮有人願意去做刺客，並且當時各個明主都愛惜人才，（曹操）一定不會讓其親赴死地。況且此人也沒有死，一定成為魏國之顯要人士，究竟此人是誰呢？為何湮沒無聞呢？

## 事三 空城計

### 原文
亮屯於陽平，遣魏延諸軍並兵東下，亮惟留萬人守城。晉宣帝率二十萬眾拒亮，而與延軍錯道，徑至前，當亮六十里所，偵候白宣帝說亮在城中兵少力弱。亮亦知宣帝垂至，已與相逼，欲前赴延軍，相去又遠，回跡反追，勢不相及，將士失色，莫知其計。亮意氣自若，敕軍中皆臥旗息鼓，不得妄出庵幔，又令大開四城門，埽地卻灑。宣帝常謂亮持重，而猥見勢弱，疑其有伏兵，於是引軍北趣山。明日食時，亮謂參佐拊手大笑曰：「司馬懿必謂吾怯，將有強伏，循山走矣。」候邏還白，如亮所言。宣帝後知，深以為恨。
翻譯
諸葛亮駐紮在陽平，派遣魏延等軍隊合兵向東，只留有不足一萬人守城。司馬懿親帥大軍二十萬抵擋諸葛亮，恰好與魏延軍隊錯道，直接開到陽平，距離六十里路時，其偵查哨兵說諸葛亮在城中兵少力弱。當時諸葛亮也獲知司馬懿馬上攻打陽平，大戰在前，考慮與魏延軍隊合兵，但是軍隊已經走遠，派人令軍隊回防，恐怕時間也來不及，將士失色，都不知道如何應對。諸葛亮神態自若，命令軍中都偃旗息鼓，不得妄出，又命令打開四方城門，出幾個人與城門前掃地。司馬懿經常說諸葛亮謹慎持重，但是很少見到其示弱，因此懷疑有伏兵，於是領軍向北依山而走。第二天吃飯的時候，諸葛亮與身邊的參謀說話時，拊手大笑，說「司馬懿必然任我我示弱，應該有埋伏，循山而逃」。等司馬懿的偵察兵回復情況稟報之，跟諸葛亮所言一致。後來司馬懿知曉後，非常後悔。

### 裴松之辯駁
難曰：案陽平在漢中。亮初屯陽平，宣帝尚為荊州都督，鎮宛城，至曹真死後，始與亮於關中相抗御耳。魏嘗遣宣帝自宛由西城伐蜀，值霖雨，不果。此之前後，無復有於陽平交兵事。就如沖言，宣帝既舉二十萬眾，已知亮兵少力弱，若疑其有伏兵，正可設防持重，何至便走乎？案魏延傳云：「延每隨亮出，輒欲請精兵萬人，與亮異道會於潼關，亮制而不許；延常謂亮為怯，嘆己才用之不盡也。」亮尚不以延為萬人別統，豈得如沖言，頓使將重兵在前，而以輕弱自守乎？且沖與扶風王言，顯彰宣帝之短，對子毀父，理所不容，而云「扶風王慨然善沖之言」，故知此書舉引皆虛。
翻譯
問：按記載陽平在漢中。諸葛亮在陽平時，司馬懿還只是荊州都督，鎮守宛城，直到曹真死後，才與諸葛亮相抗衡。魏明帝曾經派遣司馬懿從宛城途徑西城伐蜀，正值大雨，未成。這前後，在陽平根本沒有戰爭記載。即便如郭沖所言，司馬懿既然統領而是多萬軍隊，已經探知其兵少力弱，如果懷疑有伏兵，正可以設防慢攻，何至於迅速撤退？根據魏延傳記載，「魏延每次隨諸葛亮出征即請兵萬人，與其分道在潼關相會，諸葛亮並未答應；魏延認為諸葛亮怯弱，感嘆自己才華不能完全發揮。」諸葛亮既然都不讓魏延率兵萬人獨自統帥，怎麼可能如郭沖所說，突然讓重兵交予魏延，而自己領弱兵獨自守城？況且郭沖與扶風王司馬駿說，彰顯司馬懿的劣跡，當人子揭其父的短處，理所不容，居然說「扶風王慨然贊同郭沖所說」，就可以知道該敘事都為子虛烏有。

## 事四 孔明拒賀

### 原文
亮出祁山，隴西、南安二郡應時降，圍天水，拔冀城，虜姜維，驅略士女數千人還蜀。人皆賀亮，亮顏色愀然有戚容，謝曰：「普天之下，莫非漢民，國家威力未舉，使百姓困於豺狼之吻。一夫有死，皆亮之罪，以此相賀，能不為愧。」於是蜀人咸知亮有吞魏之志，非惟拓境而已。
翻譯
諸葛亮出祁山，隴西、南安二郡投降，又圍天水，攻克冀城，生擒姜維，俘虜數千人還成都。人人皆向諸葛亮道賀，但是諸葛亮愀然有戚容，回復眾人說：「普天下的百姓，莫不是大漢子民，現在蜀漢政權尚未統一，而使百姓們遭受戰爭之苦。即使有一人罹難，都是我本人的罪過，拿百姓的苦難來祝賀我，實在愧不敢當。」於是蜀國人都知道諸葛亮意在吞滅魏國，而並非只是拓寬疆土。

### 裴松之辯駁
難曰：亮有吞魏之志久矣，不始於此眾人方知也，且於時師出無成，傷缺而反者眾，三郡歸降而不能有。姜維，天水之匹夫耳，獲之則於魏何損？拔西縣千家，不補街亭所喪，以何為功，而蜀人相賀乎？
翻譯
問曰：諸葛亮很早就有吞滅魏國的志向，不至於到此時才會被眾人所知，而且當時出祁山沒有什麼重大戰果，將士部下都有傷亡，三郡雖然歸降但沒有能夠為蜀漢所管轄。姜維，也就是天水的一介匹夫罷了，招降後對魏國又有什麼損失呢？即便攻克西縣生擒數千人，仍然不能彌補喪失街亭的軍事過錯，憑借什麼為功勞，而蜀人又怎麼可能去祝賀呢？

## 事五 取信與軍

### 原文
魏明帝自徵蜀，幸長安，遣宣王督張郃諸軍，雍、涼勁卒三十餘萬，潛軍密進，規向劍閣。亮時在祁山，旌旗利器，守在險要，十二更下，在者八萬。時魏軍始陳，幡兵適交，參佐咸以賊眾強盛，非力不制，宜權停下兵一月，以並聲勢。亮曰：「吾統武行師，以大信為本，得原失信，古人所惜；去者束裝以待期，妻子鶴望而計日，雖臨徵難，義所不廢。」皆催遣令去。於是去者感悅，原留一戰，住者憤踴，思致死命。相謂曰：「諸葛公之恩，死猶不報也。」臨戰之日，莫不拔刃爭先，以一當十，殺張郃，卻宣王，一戰大克，此信之由也。
翻譯
魏明帝曹睿親征蜀漢，到了長安，派司馬懿率領張郃等各路人馬，雍州、涼州三十多萬的精銳士卒，潛伏軍隊秘密前進，回頭向劍閣進軍。諸葛亮當時在祁山，整頓戰旗和兵器，守在山勢險要的地方，十分之二的人換防休息，在崗防衛的有八萬人。當時魏軍剛剛列陣進攻，雙方部隊接近，正要交鋒。僚屬們都說魏軍人數眾多，兵力強盛，不依靠強大的軍力是無法抵抗的，最好停止換崗制度一個月，來壯大我方的聲勢。諸葛亮回答說：「我統帥軍隊作戰，以誠信作為根本，達成自己的願望卻失去信義，這是古人也會感到惋惜的；將要返家的士兵收拾好行李等待歸期，他們的妻子翹首以盼，數著日子等待丈夫的歸來，雖然時下我們面臨被征討的困難，但卻不能違背大義。」（諸葛亮命令長官）都催促調遣士兵回鄉。於是可以回鄉的士兵都感到高興，願意留下一戰，駐紮在此的士兵都精神踴躍，想用死來報答。（士兵們）互相說：諸葛大人的恩德，我就算是戰死也無法報答。」等到戰鬥的時候，沒有誰不是拔刀爭取向前，憑借一人抵擋敵方數人的。（最後蜀軍）殺死了張郃，擊退了司馬懿，這場戰爭給魏軍造成了嚴重打擊，這都是因為（諸葛亮）誠信的原因啊。

### 裴松之辯駁
難曰：臣松之案：亮前出祁山，魏明帝身至長安耳，此年不復自來。且亮大軍在關、隴，魏人何由得越亮徑向劍閣？亮既在戰場，本無久住之規，而方休兵還蜀，皆非經通之言。孫盛、習鑿齒搜求異同，罔有所遺，而並不載沖言，知其乖剌多矣！
翻譯
問曰：根據微臣裴松之的推斷：諸葛亮先前出祁山時，魏明帝曹睿確實在長安，而他這一年沒有自己率軍前來。況且諸葛亮率領大隊人馬駐紮在關中、隴山一帶，魏國軍隊憑什麼得以越過諸葛亮的軍隊徑直奔向劍閣？諸葛亮既然在戰場，本來就沒有長久駐軍的規矩，而當罷兵還蜀，都不是說得通的話。孫盛和習鑿齒所搜尋的史料很少有遺漏，卻不記載郭沖所說的，是因為知道他的說法荒謬之處太多了啊！